# سیستکتومی
مثانه‌برداری یا سیستکتومی (به انگلیسی: Cystectomy) اصطلاح پزشکی است که به عمل جراحی برداشتن همه یا بخشی از مثانه از طریق یک برش در قسمت تحتانی شکم گفته می‌شود.
مهمترین علت سیستکتومی درمان سرطان مثانه است. معمولاً بعد از برداشتن مثانه یا پیوندی بین باقی‌مانده مثانه و روده باریک برای تخلیه ادرار به مدفوع ایجاد می‌کنند یا از ایلئوم یا کولون مثانه کاذب می‌سازند. در آینده ممکن است سرطان مثانه را، از طریق ایجاد یک مثانه مصنوعی برطرف سازند.

## دفعادراربعد از سیستکتومی
بعد از برداشتن مثانه باید یک جای جدید برای جمع شدن ادرار تعبیه شود. به این کار تغییر مسیر ادراری می‌گویند (Urinary diversion) می‌توان از یک قسمت از روده (رودهٔ باریک یا بزرگ) استفاده کرد. ادرار می‌تواند از طریق یک قسمت از روده به سطح پوست بیاید، جایی که یک روزنه (که به آن استوما –Stoma گفته می‌شود) درست شده است. یک کیسه به این روزنه متصل شده است تا ادرار را جمع‌آوری کند. به این کار تغییر مسیر ادرار به پوست بدون توانایی کنترل آن (Non-continent cutaneous diversion) یا مجرای ایلئال (ileoconduit) می‌گویند.

## عوارض
جراحی پیچیده باعث از دست دادن اعصابی که مربوط به پر یا خالی بودن مثانه است می‌شود.